# Electribius oligocenicus
Electribius oligocenicus is een keversoort uit de familie Artematopodidae. De wetenschappelijke naam van de soort is voor het eerst geldig gepubliceerd in 1973 door Crowson.